# 1. korpus (Kopenska vojska ZDA)
Za druge 1. korpuse glejte 1. korpus.
1. korpus (izvirno angleško I Corps) je korpus Kopenske vojske Združenih držav Amerike.